# Regne de Kakongo
El regne de Kakongo va ser un petit estat precolonial situat en la costa atlàntica d'Àfrica central, situat en l'actual República del Congo i Cabinda, Angola. Juntament amb el regne veí del sud, Ngoyo, i el del nord, Loango, eren importants centres comercials i polítics durant els segles xvii al XIX. La gent parlava un dialecte de la llengua kikongo i, per tant, pot ser considerat com a part de l'ètnia bakongo.

## Història

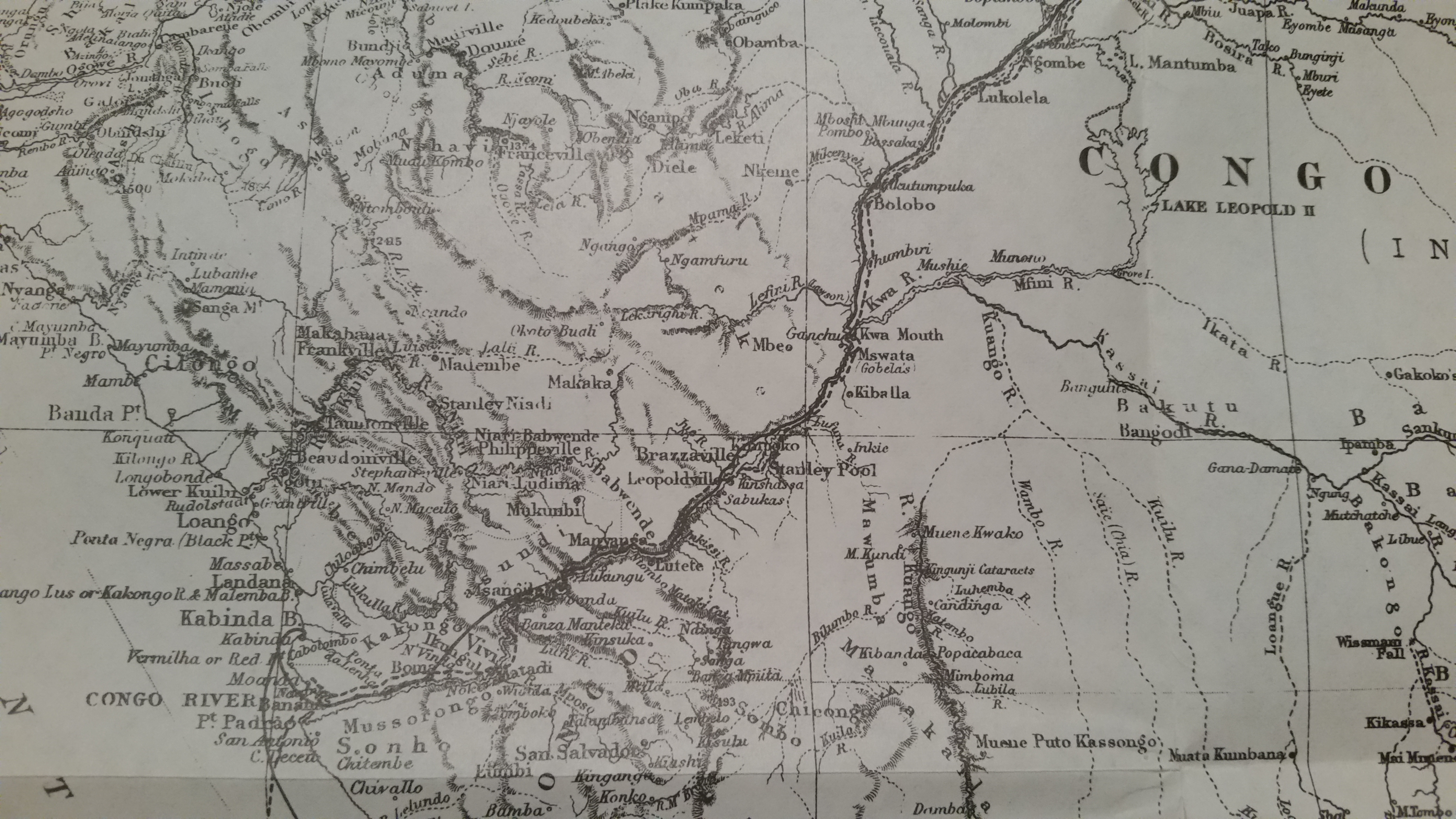
Mapa de Henry Morton Stanley de l'àrea durant la seva expedició pel riu Congo.

Els orígens de Kakongo són desconeguts, i les tradicions orals recollides a la regió als segles xix i xx no ajuden a elucidar la història més antiga del regne. En el seu estat actual, l'arqueologia només pot testificar que la regió ja estava habitada en l'edat del ferro pel segle v aC, i que ja estaven emergint societats complexes a la zona pels primers segles dC.
El regne s'esmenta per primera vegada en els títols del rei de Congo Afonso I en 1535, en el qual assenyala que va ser rei d'aquesta regió, així com d'altres regnes situats al llarg de la riba nord del riu Congo. Aquest títol ha portat als historiadors a creure que Kakongo va ser una vegada part d'una federació d'estats que va incloure el Congo i que pot haver format part del mateix ja a la fi del segle xiv. Segons la tradició, de Kakongo va sortir la dinastia fundadora del regne de Loango.
Kakongo va ser, no obstant això, un estat independent en tota la seva esplendor a partir del segle xvi d'ara endavant. Els comerciants portuguesos, interessats en el comerç del coure, l'ivori i els esclaus, van començar a establir fàbriques a Kakongo en la dècada de 1620 i els comerciants holandesos i anglesos també van visitar el regne durant el segle xvii. La seva capital es deia Kinguele, una ciutat a l'interior del regne.
Els portuguesos van ocupar la costa de Kakongo en 1883 per prevenir l'acció francesa a l'àrea. També van fer acords amb les autoritats locals, com amb António Thiaba da Costa, home de Kakongo que simultàniament fou nomenat oficial de l'exèrcit portuguès. Aquestes accions van ajudar a recolzar l'autoritat de Portugal a la regió, i la seva reclamació des d'aleshores de Cabinda (de la qual Kakongo formava part) va ser reconeguda internacionalment en 1885, amb el que la regió es va incorporar a Angola.

## Centre comercial
Kakongo es va convertir en un centre comercial molt important al segle xviii, visitat regularment per vaixells d'Anglaterra, França, Països Baixos i Portugal. El seu port de Cabinda era un centre important i es trobava en una badia protegida. Els esclaus dominaven les exportacions del país, encara que la majoria eren simplement transbordats de zones al sud, tant en el Regne de Congo com a les províncies orientals d'Angola (com Matamba). En 1775, els missioners francesos van tractar de convertir al regne, juntament amb els seus veïns, al cristianisme, esperant collir el fruit de la seva llarga associació amb el veí regne cristià de Congo. La missió no va tenir èxit en la seva major part, però va fer contacte amb una comunitat de cristians de la província de Soyo que vivien a la ciutat de Manguenzo. No obstant això, la missió va ser finalment abandonada.